# Staunton-Gambit
|   | a | b | c | d | e | f | g | h |   |
| 8 |   |   |   |   |   |   |   |   | 8 |
| 7 |   |   |   |   |   |   |   |   | 7 |
| 6 |   |   |   |   |   |   |   |   | 6 |
| 5 |   |   |   |   |   |   |   |   | 5 |
| 4 |   |   |   |   |   |   |   |   | 4 |
| 3 |   |   |   |   |   |   |   |   | 3 |
| 2 |   |   |   |   |   |   |   |   | 2 |
| 1 |   |   |   |   |   |   |   |   | 1 |
|   | a | b | c | d | e | f | g | h |   |

Die Grundstellung des Staunton-Gambits nach 2. e2–e4
Bei dem Staunton-Gambit handelt es sich um eine Eröffnung des Schachspiels.
Das nach dem britischen Meister Howard Staunton benannte Gambit ist eine scharfe Erwiderung des Weißen auf die Holländische Verteidigung, die zum ersten Mal 1846 gespielt wurde. Es ist – wie die Holländische Verteidigung überhaupt – nur relativ selten in der Turnierpraxis anzutreffen.
Das Gambit entsteht durch die Eröffnungszüge
1. d2–d4 f7–f5 2. e2–e4
Schwarz wird den Königsbauern zumeist schlagen, um Weiß das Bauernzentrum nicht kampflos zu überlassen, den Mehrbauern aber nach
2. … f5xe4 3. Sb1–c3 Sg8–f6 4. Lc1–g5
nur unter positionellen Opfern verteidigen können. Häufig gibt Schwarz den Mehrbauern zu einem günstigen Zeitpunkt zurück, um sich z. B. das Läuferpaar zu sichern. Das Staunton-Gambit führt somit zu einem scharfen, für beide Seiten chancenreichen Spiel.
Nach der Hauptvariante 4. … Sb8–c6 5. d4–d5 5. Sc6–e5 kommt Weiß mit 6. Dd1–e2! zu einem leichten Vorteil.
Eine andere Möglichkeit ist die bereits im 19. Jahrhundert angewandte Fortsetzung
2. … f5xe4 3. f2–f3 e4xf3 4. Sg1xf3
ebenfalls mit scharfem Spiel. Heute wird allerdings
3. … d7–d5
als besser empfunden, da das Schlagen dem weißen Königsspringer bei der Entwicklung hilft, während der Bauer auf f3 das Gegenteil bewirkt.